# Alhaji Omar Tal
Alhaji ou Alhaje Omar ibne Saíde Futi Tal (em árabe: حاج عمر بن سعيد طعل‎; romaniz.: al-Hajj Umar ibn Sa'id al-Futi Tal; ca. Futa Toro, Senegâmbia, 1796–1864) ou Omar Saidu Tal (em francês: Oumar Saidou Tall) foi um líder político, estudioso islâmico, sufista tijanista e comandante tuculor da África Ocidental que fundou o breve Império Tuculor que compreendeu boa parte da Guiné, Senegal e Mali. Em 1825, fez sua haje a Meca, quando foi nomeado califa tijanita do Sudão Ocidental por Maomé Algali no Hejaz. Ao voltar à África, ficou seis anos no Califado de Socoto, onde desposou a filha do califa Maomé Belo (r. 1817–1837).

## Títulos
O honorífico Alhaji ou Alhaje, reservado aos muçulmanos que fizeram com sucesso a haje (peregrinação) para Meca, quase sempre precede seu nome. Também usou os títulos honoríficos de miralmuminim, califa, cutube, vizir do mádi, califa do catim alaulia (sucessor do selo dos santos) e almami (imame).

## Vida

### Primeiros anos
Omar ibne Saíde nasceu aproximadamente em 1796 em Haluar no Imamato de Futa Toro (atual Senegal), o 10º de 12 filhos. Seu pai era Saidu Tal, dos torodos, e sua mãe era Socna Adama Tiam. Ele frequentava um madraçal na Mauritânia, onde foi iniciado no tijanismo por Abdal Carim Naquil. Entre 1820 e 1825, ocupou seu tempo em estudos no Imamato de Futa Jalom, primeiro em Satina na província de Labé e então em Timbo. Em ca. 1825, realizou seu haje a Meca. Quando esteve no Hejaz (1828–1830), ligou-se a Maomé Algali, o califa tijanita do Hejaz que, segundo passagem em seu livro Rimah hizb al-harim, nomeou-o califa tijanita do Sudão Ocidental. Quando retornava de Meca, acampou perto de Damasco, onde se encontrou com Ibraim Paxá; tornaram-se amigos ao curar o filho de Ibraim de uma febre mortal e Omar foi muito inspirado pelas visões do paxá. Ao voltar à África, era um marabuto de título Alhaji. Tomou o título tijanita honorífico de califa do catim alaulia. Essa autoridade tornar-se-ia a base do seu poder.
Entre 1832-1838, se estabeleceu em Socoto, onde desposou várias mulheres, um delas a filha do califa fula do Califado de Socoto, Maomé Belo (r. 1817–1837), filho de Otomão dã Fodio (r. 1803–1815). Sua carreira como mujaidim esteve ligada à autoestima que desenvolveu como resultado de suas relações com Maomé Algali e Maomé Belo e sua associação á tradição jiadista de Socoto. Ao sair de Socoto, foi ao Império de Massina e então ao Imamato de Futa Jalom, onde começou uma vida de professor religioso numa comunidade própria que criou em 1840 em Jegunco. Em 1845 concluiu sua obra mais importante, Rimah hizb al-harim. Seu projeto de lançar uma jiade parece ter surgido após fazer uma viagem através da Senegâmbia em 1846-7 na qual conseguiu seguidores e ficou algum tempo em Haluar.

### Jiade
Em 1849, transferiu a comunidade para Dinguirai, a leste de Jegunco, no Reino de Tamba dos manincas. Era um país pagão e David Robinson sugeriu que esse movimento tinha como intenção criar as condições propícias para iniciar a jiade. Após se assentar em Dinguirai, fortificou o local e armou seus seguidores com armas que comprou de mercadores britânicos em Freetown, na atual Serra Leoa, e mercadores franceses ao longo do rio Senegal. Sua comunidade teve seu primeiro sucesso quando derrotou, em setembro de 1852, uma força enviada por Imba de Tamba para recapturar Dinguirai. Em 1852, proclamou jiade contra pagãos, muçulmanos relapsos, invasores europeus e governantes de Futa Toro e Futa Jalom. Reclamou uma autoridade pessoal transcendental. Negou a importância à aderência ao madabe e favoreceu o ijtihad ou julgamento religioso pessoal. Ensinou que um crente deveria seguir a orientação do xeique sufista que tinha conhecimento pessoal imediato da verdade divina. Nunca usou os títulos mujaidim ou mádi, apesar de ser assim chamado por seus seguidores, e reteve o ideal torodo de reviver a religião e conquistar pagãos.
Em junho de 1854, começou sua expansão para norte em direção a Senegâmbia. Em 1858, seu exército invadiu várias regiões malinquês pagãs vizinhas e conseguiu sucesso imediato. Invadiu a atual região de Caies no Mali, conquistando algumas cidades e construindo um tata (fortificação) próximo a cidade de Caies. Omar apelou à população de Futa Toro com base em queixas contra as elites militares. Sua comunidade também apelou a indivíduos sem raízes de origens étnicas misturadas que encontraram nova identidade social e oportunidades a conquistar sob a égide do islamismo. Sua jiade começou com a conquista de Futa Toro.
Sofreu duas derrotas nas mãos dos franceses, uma em 1857 em Medina e em 1859 em Gemu, o que o obrigou a mudar a direção de sua expansão para o Médio Níger. Em março de 1861, conquistou o pagão Império de Segu dos bambaras e então Omar começou um conflito com Amade ibne Amade do Império de Massina e seu aliado, o chefe cadirita Amade Albacai Cunti em Tombuctu. Em seu caminho, a jiade e Omar se transformou num conflito com os cadiritas pelo controle da região do Médio Níger e Amade Albacai lançou uma campanha religiosa contra ele por estar em guerra contra muçulmanos. Em maio de 1862, derrotou e matou Amade ibne Amade, mas pouco depois foi sitiado em Hamadulai, capital de Amade, por rebeldes de Massina apoiados por Amade Albacai. Omar fugiu com um pequeno grupo de seguidores de Hamadulai em 6 de fevereiro e 1864, mas foi morto alguns dias depois por seus perseguidores. Segu, capital do Império Tuculor, permaneceu em posse de seu filho Amadu Tal até as forças francesas sob Louis Archinard chegarem em 1893.

## Legado
Através de seus escritos e aderência estrita às normas islâmicas que formam a base da solidariedade religiosa entre seu seguidores que Omar justificou sua jiade contra outros líderes muçulmanos; para eles, esses líderes haviam se desviado dessas normas. Omar tornou-se assim um importante reformador do vida religiosa islâmica no Sudão Ocidental. O tijanismo, mediante seu prestígio como estudioso religioso e guerreiro santo, tornou-se a única tárica (irmandade) que rivalizou com o antigo cadirismo na região.